# Чепига, Сергей Геннадьевич
Сергей Геннадьевич Чепига (род. 5 июня 1982, Орджоникидзе) — российский легкоатлет, специалист по барьерному бегу. Выступал за сборную России по лёгкой атлетике в 2000-х годах, победитель и призёр первенств национального значения, участник летних Олимпийских игр в Афинах. Представлял Северную Осетию и Москву. Мастер спорта России международного класса.

## Биография
Сергей Чепига родился 5 июня 1982 года во Владикавказе, Северная Осетия.
Занимался лёгкой атлетикой под руководством Т. С. и В. А. Лядновых, позже был подопечным С. В. Носова. Состоял во всероссийском физкультурно-спортивном обществе «Динамо». Окончил Горский государственный аграрный университет.
Активно выступал на всероссийских соревнованиях начиная с 2000 года.
Впервые заявил о себе на взрослом всероссийском уровне в сезоне 2003 года, когда в беге на 110 метров с барьерами одержал победу на чемпионате России в Туле. Попав в состав российской национальной сборной, выступил на молодёжном европейском первенстве в Быдгоще, где с результатом 13,63 секунды финишировал в финале шестым.
В июле 2004 года на соревнованиях в Туле установил свой личный рекорд в беге на 110 метров с барьерами — 13,49 метра. Благодаря череде удачных выступлений удостоился права защищать честь страны на летних Олимпийских играх в Афинах — благополучно преодолел здесь предварительный квалификационный забег, но выбыл на стадии четвертьфиналов.
После афинской Олимпиады Чепига ещё в течение одного олимпийского цикла оставался действующим спортсменом и продолжал принимать участие различных легкоатлетических стартах. Так, в 2005 году он стал серебряным призёром «Рождественских стартов» на призы спортклуба «Луч» в Екатеринбурге.
В 2007 году взял бронзу на Кубке России в Туле, был четвёртым на Мемориале братьев Знаменских в Жуковском и на чемпионате России в Туле. Будучи студентом, отметился выступлением на летней Универсиаде в Бангкоке, где в программе бега на 110 метров с барьерами дошёл до полуфинала.
На чемпионате России 2008 года в Казани занял седьмое место в беге на 110 метров с барьерами и на том завершил спортивную карьеру.
За выдающиеся спортивные достижения удостоен почётного звания «Мастер спорта России международного класса».